# Jigsaw Download
Jigsaw Download (in breve jigdo) è un programma che permette di scaricare da internet file di grandi dimensioni (come immagini di CD/DVD) scaricando separatamente i file di cui sono composti e poi riassemblandoli.
È per questo uno dei metodi possibili per scaricare distribuzioni GNU/Linux: i mirror di pacchetti sono molto più numerosi di quelli che rendono disponibile le immagini complete (a causa delle dimensioni), velocizzando così il trasferimento dei dati.
Jigdo è disponibile sotto la licenza GNU GPL; la versione attuale è la 0.7.3.

## Funzionamento
Viene creato un file .jigdo con tutte le informazioni relative. Il programma lo processa avviando il trasferimento.